# 全国信用金庫協会
一般社団法人全国信用金庫協会（ぜんこくしんようきんこきょうかい、英: The National Association of Shinkin Banks）は、全国の信用金庫の健全な発展と社会的使命を果たすことを目的に設立された一般社団法人である。略称は全信協（ぜんしんきょう）。

## 概要
1945年11月、全国の信用金庫を会員として設立。信用金庫の利益代表機関、協力・交流機関である。なお、系統中央機関としては別に信金中央金庫がある。
同協会公式サイトに、事業内容として次の事項が掲げられている。
全国の信用金庫を会員とし、信用金庫の健全な発展と社会的使命を果たすことを目的に設立された公益性をもつ金融団体です。
1. 金融政策や金融行政あるいは中小企業政策等に対し信用金庫の立場からの意見を取りまとめ、金融庁や日本銀行はじめ関係各方面に対して意見具申を行うとともに、その実現にむけ要望活動を積極的に展開しています。
2. 信用金庫業界の長期経営計画の策定ならびに金融経済環境や各種調査活動の実施、決算分析といった経営資料の作成等を通じて信用金庫経営に資する活動
3. 環境変化に対応する信用金庫の金融機能の調査、研究をはじめ、各種金融情報の収集および信用金庫への情報提供
4. 信用金庫の業務推進・金融法務や税務等にかかる資料の作成、信用金庫ならびに利用者からの相談等への対応
5. 業界システム組織等と連携し、業務、事務処理の共同化・標準化
6. 会員の業務提携および信用秩序維持に資するため会員が行う共同事業の支援に関する事業
7. 信用金庫の役員をはじめ支店長・中堅職員を対象とする教育研修。

などを行う
としている。

## その他

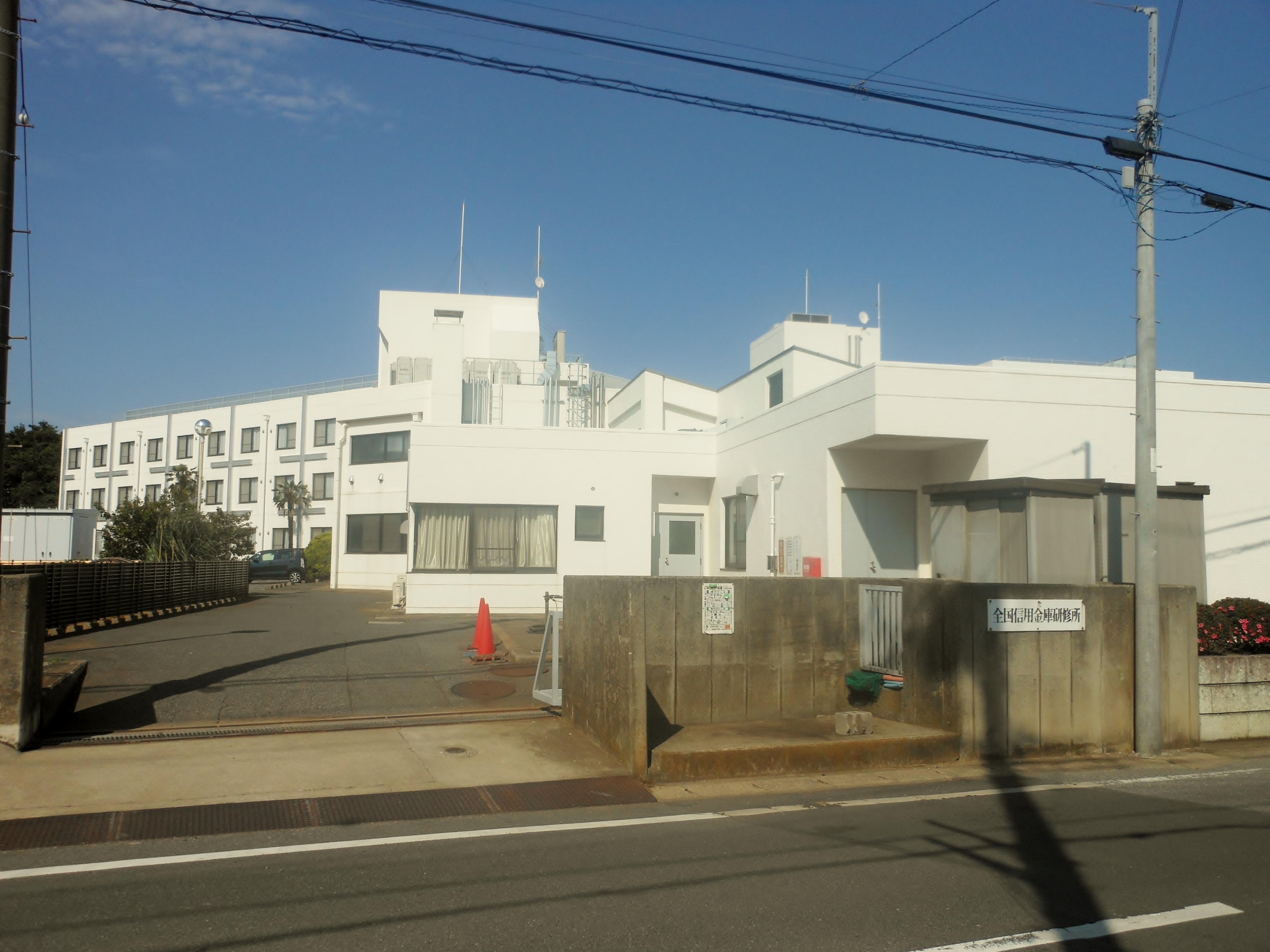
全国信用金庫研修所

- 全信協実務試験を実施している。基礎・上級の2コースがある。
- 全国信用金庫研修所を千葉県鎌ヶ谷市初富206番地1号に置いている。
- 定期刊行物として、楽しいわが家、monthly信用金庫、信用金庫新聞、しんきん経営情報を発行している。全国の信用金庫の店頭、または渉外係により配布されている[3]。